# Red Sebastian
Red Sebastian, właśc. Seppe Guido Yvonne Herreman (ur. 13 maja 1999 w Ostendzie) – belgijski piosenkarz i autor tekstów. Reprezentant Belgii w 69. Konkursie Piosenki Eurowizji (2025).

## Życiorys
Zadebiutował w 2013 gdy w wieku czternastu lat brał udział w belgijskiej wersji Got Talent, gdzie dotarł do finału. W 2021 wydał swój debiutancki album studyjny You. W 2024 brał udział w talent show Sing Again.
W 2025 podpisał kontrakt  z wytwórnią CNR Records. W tym samym roku wziął udział w belgijskich selekcjach Eurosong 2025, które miały na celu wyłonienie reprezentanta Belgii do 69. Konkursu Piosenki Eurowizji. 1 lutego 2025 zwyciężył finał eliminacji, dzięki czemu reprezentował Belgię w Konkursie Piosenki Eurowizji 2025 w Bazylei. 13 maja wystąpił w pierwszym półfinale, jednak nie zakwalifikował się do finału.

## Dyskografia

### Albumy
| Rok  | Dane dot. albumu                                                     |
| ---- | -------------------------------------------------------------------- |
| 2021 | You - Wydany: 5 listopada 2021 - Format: Digital download, streaming |

### Minialbumy
| Rok  | Dane dot. minialbumu                                                           |
| ---- | ------------------------------------------------------------------------------ |
| 2023 | Bedroom Secrets - Wydany: 8 grudnia 2023 - Format: Digital download, streaming |

### Single
| Rok                                                      | Tytuł                    | Najwyższe pozycje na listach | Najwyższe pozycje na listach | Album           |
| Rok                                                      | Tytuł                    | BEL (Fl)                     | LTU                          | Album           |
| -------------------------------------------------------- | ------------------------ | ---------------------------- | ---------------------------- | --------------- |
| 2021                                                     | „Embrace Me”             | –                            | –                            | You             |
| 2021                                                     | „Fading Away”            | –                            | –                            | You             |
| 2021                                                     | „Keep Going Back to You” | –                            | –                            | –               |
| 2021                                                     | „Some Kinda Way”         | –                            | –                            | You             |
| 2021                                                     | „You”                    | –                            | –                            | You             |
| 2023                                                     | „Letting Go”             | –                            | –                            | –               |
| 2023                                                     | „Soft Suede”             | –                            | –                            | Bedroom Secrets |
| 2023                                                     | „Appetite”               | –                            | –                            | Bedroom Secrets |
| 2024                                                     | „In Your Eyes”           | –                            | –                            | –               |
| 2025                                                     | „Strobe Lights”          | 5                            | 88                           | –               |
| 2025                                                     | „Slay”                   | –                            | –                            | –               |
| „–” oznacza, że singel nie był notowany na danej liście. |                          |                              |                              |                 |